# Helij Putiewski
Helij Ołeksandrowycz Putiewski, ukr. Гелій Олександрович Путєвський, ros. Гелий (Геннадий) Александрович Путевской, Gielij (Giennadij) Aleksandrowicz Putiewskoj (ur. 21 lipca 1936, Ukraińska SRR) – ukraiński piłkarz, grający na pozycji napastnika, trener piłkarski.

## Kariera piłkarska

### Kariera klubowa
Wychowanek Szkoły Sportowej w Kupiańsku. W 1954 rozpoczął karierę piłkarską w drużynie amatorskiej Łokomotyw Artemiwśk. W 1956 został powołany do służby wojskowej, podczas której bronił barw OBO/SKWO Kijów. W 1959 został oddelegowany do centralnego wojskowego klubu CSK MO Moskwa. Nie rozegrał żadnego meczu w pierwszej drużynie, dlatego w sierpniu przeszedł do Szachtara Stalino. W następnym roku przeniósł się do Charkowa, gdzie do czerwca bronił barw Awanharda Charków, a potem Torpeda Charków. W 1963 został piłkarzem Awanharda Żółte Wody. W 1965 roku zakończył karierę piłkarską w zespole Awanhard Kercz.

## Kariera trenerska
Po zakończeniu kariery piłkarskiej rozpoczął pracę trenerską. W 1971 prowadził Kord Bałakowo, który zajął wysokie 6. miejsce w swojej grupie, po czym został zaproszony do sztabu Frunzeńca Sumy. Najpierw pomagał trenować, a potem samodzielnie prowadził sumski klub. W 1977 trenował klub Łokomotiw Kaługa. Od maja do końca 1982 prowadził Kołos Połtawa. W latach 1987–1988 i 1990-1992 pracował na stanowisku głównego trenera w rosyjskiej Drużbie Joszkar-Oła. W 1995 i 1996 kierował kazachskimi klubami Gorniak Chromtau i Celinnik Akmola.

## Sukcesy i odznaczenia

### Sukcesy trenerskie
- brązowy medalista Wtoroj Ligi ZSRR, 6 strefy: 1974.

### Odznaczenia
- tytuł Mistrza Sportu ZSRR: 1991.